# Kanał Jazu Macieja we Wrocławiu
Kanał Jazu Macieja – kanał wodny we Wrocławiu, stanowiący jeden z elementów Śródmiejskiego Węzła Wodnego. Swój początek bierze na lewym brzegu Odry Południowej, która to odnoga rzeki tworzy w tym miejscu wypięty ku północy łuk, opływając wyspę Tamka. Koniec kanału uchodzi również do Odry Południowej. Kanał Jazu Macieja rozdziela wyspę Tamka od terenu Starego Miasta. Brzegi kanału to częściowo pionowe ściany; ściany oporowe betonowe, z okładziną kamienną; a częściowo skarpowe, umocnione. Kanał nie jest dostępny dla żeglugi.
Nad kanałem przerzucona jest jedna przeprawa mostowa – Most św. Macieja. Nabrzeża kanału remontowane były w 2007 roku.
Do 1876 roku w rejonie Mostu św. Macieja istniały młyny wodne, oraz drewniany most przy młynach. Ich rynny robocze posłużyły następnie do wybudowania w tym miejscu jazu iglicowego – Jazu św. Macieja, stanowiący część Piaskowego Stopnia Wodnego – to przęsło jazu zostało zdemontowane w 1960 roku. Na bazie przyczółków jazu wybudowano nowy most żelazny, o kratowym ustroju nośnym, później przebudowany w 1967 roku.

## Zobacz też

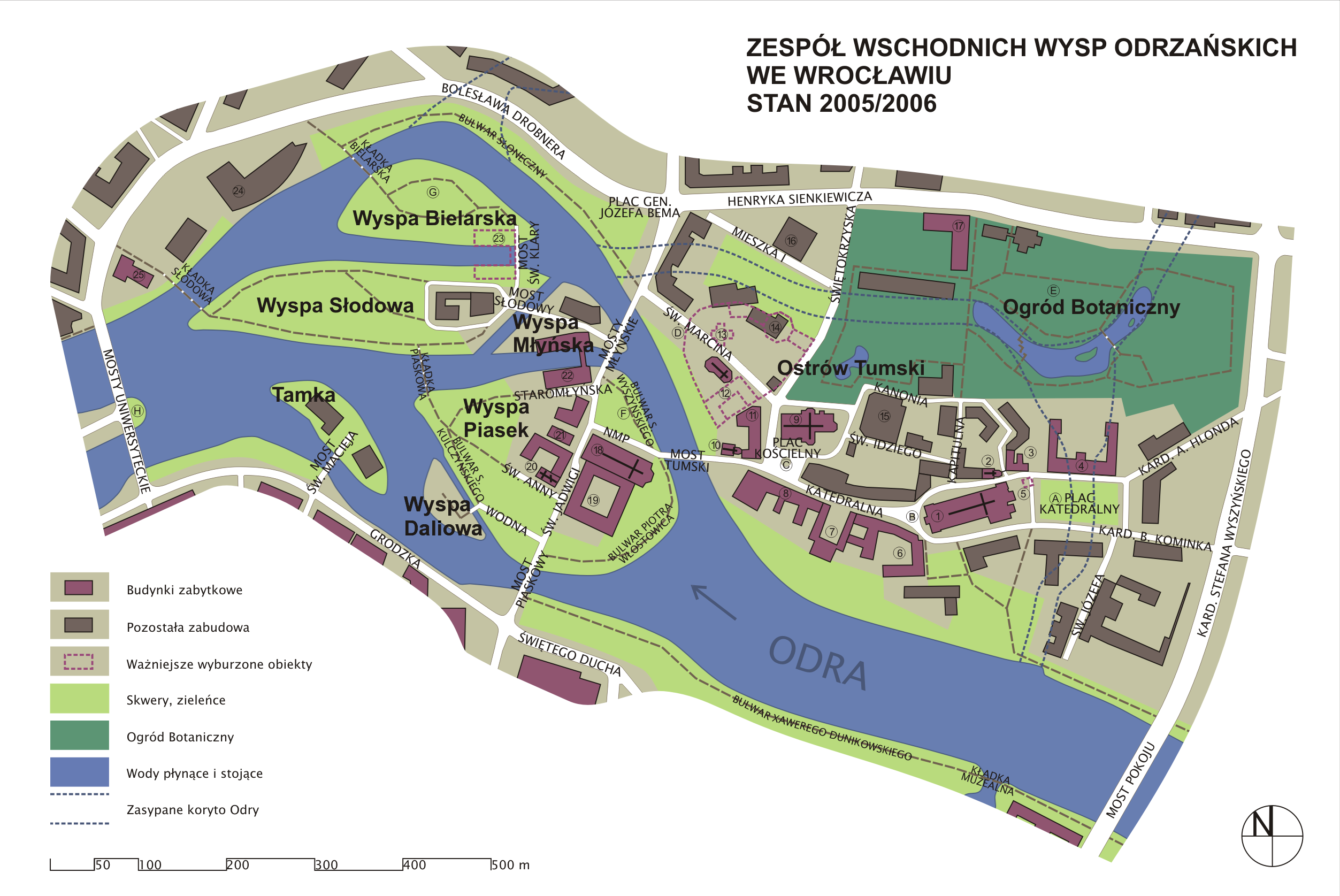
Zespół wysp odrzańskich we Wrocławiu - Kanał Jazu Macieja to odnoga pomiędzy Tamką i Starym Miastem